# Баженов, Иван Кузьмич
Иван Кузьмич Баженов (24 августа (5 сентября) 1890, Киев — 8 февраля 1982, Томск) — геолог, профессор кафедры минералогии и кристаллографии Томского государственного университета; автор работ по металлогении; одним из первооткрывателей Кия-Шалтырского месторождения нефелиновых руд (уртитов, 1957).

## Работы
- Западный Саян: Очерки по геологии Сибири. Л., 1934;
- Ванадий; Кобальт; Никель; Олово; Сурьма; Хром // Полезные ископаемые Западно-Сибирского края. Томск, 1934. Т. 1;
- Совместно с М. М. Груниным. Свинцово-цинковое оруденение в Июс-Печищинском районе // Вестник Западно-Сибирского геологического управления. 1939. Вып. 4;
- Совместно с М. М. Груниным. Сырьевая база для алюминиевой промышленности // Красное знамя (Томск). 1939. 6 апреля; Медные руды Хакасской автономной обл. Красноярского края // Труды научной конференции по изучению и освоению производительных сил Сибири. Томск, 1940. Т. 2;
- Нефелиновые породы восточного склона Кузнецкого Алатау // Вопросы геологии Сибири. М.; Л., 1945. Т. 1;
- Геологическое строение и петрография нефелиновых пород Кузнецкого Алатау / Ред. И. К. Баженов, Ю. Д. Скобелев. Томск, 1963;
- Совместно с И. И. Заболотниковой, Ю. Д. Скобелевым. Генезис нефелиновых пород Кузнецкого Алатау и особенности их петрохимического состава // Материалы по геологии Зап. Сибири. 1963. Вып. 64;
- Вопросы минералогии и петрографии Западной Сибири / Ред. И. К. Баженов. Томск, 1972.

## Награды
- Орден Ленина (1971);
- Медаль «За доблестный труд в Великой Отечественной войне 1941—1945 гг.» (1946);
- Знак «Первооткрыватель месторождения» (1969, 1971).

## Архивные источники
- ГАТО. Ф. Р-815. Оп. 18. Д. 17; Ф. 1813. Оп. 1. Д. 101—102, 103, 106;